# Благочиння Української православної церкви (Московського патріархату)
Благочиння Української православної церкви (Московського патріархату) — це церковно-адміністративна одиниця, яка об'єднує парафії і є складовою єпархії. Кожна єпархія РПЦвУ поділяється на благочинницькі округи на чолі з благочинними, яких призначає єпархіальний архієрей. Межі благочинь та їхні найменування визначаються єпархіальним архієреєм з Єпархіальною радою.

## Обов'язки благочинного
До обов'язків благочинного належить:
- турбота про чистоту православної віри та гідне церковно-моральне виховання віруючих;
- нагляд за правильним і регулярним здійсненням богослужінь, за благоліпністю та благочинням у храмах, за станом церковної проповіді;
- турбота про виконання постанов і вказівок єпархіальної влади;
- піклування про своєчасне надходження до єпархії парафіяльних внесків;
- поради духовенству щодо виконання ним своїх обов'язків та особистого життя;
- попередження й усунення непорозумінь серед духовенства, а також непорозумінь між духовенством і мирянами без звертання до суду, але з поданням доповіді про найзначніші інциденти єпархіальному архієрею;
- попереднє розслідування за вказівкою єпархіального архієрея церковних порушень;
- клопотання перед єпархіальним архієреєм про нагородження кліриків та мирян благочиння, які заслуговують на заохочення;
- внесення пропозицій єпархіальному архієрею стосовно заповнення вакантних місць: священиків, дияконів, псаломщиків і регентів;
- надання відпусток духовенству на строк не більше одного тижня;
- турбота про задоволення релігійних потреб віруючих у парафіях, які тимчасово не мають священнослужителів;
- нагляд за будівництвом та ремонтом церковних споруд з метою перевірки відповідності робіт проектно-кошторисній документації, схваленій єпархіальною владою та затвердженій в установленому порядку;
- піклування про наявність у храмах усього необхідного для правильного здійснення богослужінь;
- контроль за належним станом парафіяльного діловодства;
- виконання інших обов'язків, покладених на нього єпархіальним архієреєм.

Здійснюючи свої обов'язки, благочинний відвідує всі парафії свого округу міру потреби, але не рідше, ніж один раз на рік, перевіряючи богослужбове життя, внутрішній і зовнішній стан храмів та інших церковних будівель, а також правильність ведення парафіяльного діловодства та церковного архіву, ознайомлюючись з релігійно-моральним станом віруючих.
На прохання Парафіяльних зборів, Парафіяльної ради або настоятеля парафії та за вказівкою єпархіального архієрея, благочинний може проводити засідання Парафіяльних зборів. За благословенням єпархіального архієрея благочинний може скликати священиків на братські наради з метою розгляду нагальних для благочиння церковних потреб.
Благочинний щорічно подає єпархіальному архієрею звіт про стан благочиння та про свою роботу, за встановленою формою. При благочинні можуть існувати канцелярія та архів, працівники яких призначаються благочинним. Діяльність благочинного фінансується із коштів парафії, настоятелем якої він є, а в разі потреби — з коштів парафій благочиння або із загальноєпархіальних коштів.

## Перелік благочинь

### Київська єпархія
- Київська митрополія
  - Благочиння Центрального округу Києва
  - Благочиння Північного округу Києва
  - Благочиння Західного округу Києва
  - Благочиння Південного округу Києва
  - Благочиння Південно-західного округу Києва
  - Благочиння Північно-східного округу Києва
  - Благочиння Південно-східного округу Києва
  - Лікарняне благочиння
  - Кладовищне благочиння Києва
- Баришівське благочиння
- Бориспільське благочиння
- Згурівське і Яготинське благочиння
- Переяслав-Хмельницьке благочиння

### Білоцерківська єпархія
- Білоцерковське благочиння
- Богуславське благочиння
- Володарське благочиння
- Кагарлицьке благочиння
- Рокитнянське благочиння
- Миронівське благочиння
- Тетіївське благочиння
- Ставищенське благочиння
- Сквирське благочиння
- Узинське благочиння
- Ржищівське благочиння
- Таращанське благочиння

### Вінницька єпархія
- Вінницьке міське благочиння
- Вінницьке благочиння
- Барське благочиння
- Жмеринське благочиння
- Калинівське благочиння
- Літинське благочиння
- Могилів-Подільське благочиння
- Муровано-Куриловецьке благочиння
- Томашпільське благочиння
- Хмільницьке благочиння
- Чернівецьке благочиння
- Шаргородське благочиння

### Володимир-Волинська єпархія
- Володимир-Волинський благочинний округ
- Гірниківський благочинний округ
- Ковельський міський благочинний округ
- Ковельсько-Воскресенський благочинний округ
- Ковельсько-Троїцький благочинний округ
- Ковельсько-Введенський благочинний округ
- Іваничівський благочинний округ
- Кримненський благочинний округ
- Любомльський благочинний округ
- Нововолинський благочинний округ
- Ратнівський благочинний округ
- Старовижівський благочинний округ
- Турійський благочинний округ
- Шацький благочинний округ

### Джанкойська єпархія
- Джанкойське благочиння
- Красноперекопське благочиння
- Нижньогорське благочиння
- Первомайське благочиння
- Радянське благочиння
- Роздольненське благочиння
- Червоногвардійське благочиння

### Запорізька єпархія
- Запорізький міський благочинний округ
- Запорізький лікарняний благочинний округ
- Запорізький районний благочинний округ
- Мелітопольський міський благочинний округ
- Мелітопольський районний благочинний округ
- Михайлівський благочинний округ
- Новомиколаївський благочинний округ
- Вольнянський благочинний округ
- Орехівський благочинний округ
- Водянський благочинний округ
- Каменка-Дніпровський благочинний округ
- Енергодарський благочинний округ
- Веселовський благочинний округ

### Ізюмська єпархія
- Балаклійський благочинний округ
- Барвенківський благочинний округ
- Близнюківський благочинний округ
- Боровський благочинний округ
- Вовчанський благочинний округ
- Двурічанський благочинний округ
- Зміївський благочинний округ
- Ізюмський благочинний округ
- Куп'янський благочинний округ
- Печеніжський благочинний округ
- Шевченківський благочинний округ
- Чугуївський благочинний округ

### Конотопська єпархія
- Буринське благочиння
- Глухівське благочиння
- Конотопське благочиння
- Кролевецьке благочиння
- Путивльське благочиння
- Середино-Будське благочиння
- Шосткинське благочиння
- Ямпольське благочиння

### Криворізька єпархія
- Північне Криворізьке міське благочиння
- Південне Криворізьке міське благочиння
- Криворізьке районне благочиння
- Нікопольське міське благочиння
- Нікопольське районне благочиння
- Апостолівське благочиння
- Жовтоводське благочиння
- Софіївське благочиння
- Томаківське благочиння
- Широківське благочиння

### Луганська єпархія
- Алчевський благочинний округ
- Антрацитівський благочинний округ
- Краснодонський благочинний округ
- Луганський благочинний округ
- Лутугінський благочинний округ
- Новоайдарський благочинний округ
- Олександрівський благочинний округ
- Ровеньковський благочинний округ
- Свердловський благочинний округ
- Станично-Луганський благочинний округ
- Стаханівський благочинний округ

### Мукачівська єпархія
- Береговське благочиння
- Великоберезнянське благочиння
- Воловецьке благочиння
- Іршавське благочиння
- Мукачівське благочиння
- Великолучанське благочиння
- Перечинське благочиння
- Свалявське благочиння
- Ужгородське благочиння
- Середнянське благочиння

### Ніжинська єпархія
- Бахмацьке благочиння
- Бобровицьке благочиння
- Борзнянське благочиння
- Ічнянське благочиння
- Коропське благочиння
- Ніжинське благочиння
- Носівське благочиння
- Прилуцьке благочиння

### Новокаховська єпархія
- Бериславське благочиння
- Нижньо-Сирогозьке благочиння
- Новокаховське благочиння
- Нововоронцівське благочиння
- Каховске благочиння
- Іванівське благочиння
- Горностаївське благочиння
- Геничеське благочиння
- Великолепетиське благочиння
- Великоолександрівське благочиння
- Верхньорогачинське благочиння
- Високопольске благочиння
- Новотроїцьке благочиння

### Одеська єпархія
- Одесьский міський 1-й благочинний округ
- Одесьский міський 2-й благочинний округ
- Одесьский міський 3-й благочинний округ
- Ананьївський благочинний округ
- Арцизький благочинний округ
- Балтський благочинний округ
- Білгород-Дністровський благочинний округ
- Біляївський благочинний округ
- Болградський благочинний округ
- Ізмаїльський благочинний округ
- Кілійський благочинний округ
- Котовський благочинний округ
- Роздольненський благочинний округ
- Саратський благочинний округ
- Тарутинський благочинний округ
- Татарбунарський благочинний округ
- Ширяївський благочинний округ

### Сімферопольська єпархія
- Перше Сімферопольське благочиння
- Друге Сімферопольське благочиння
- Севастопольське благочиння
- Алуштинське благочиння
- Бахчисарайське благочиння
- Білогорське благочиння
- Євпаторійське благочиння
- Керченське благочиння
- Кіровське благочиння
- Сакське благочиння
- Феодосійське благочиння
- Ялтинське благочиння

### Хустська єпархія
- Великобичківське благочиння
- Велико-Ком'ятське благочиння
- Синевирське благочиння
- Виноградівське благочиння
- Тернівське благочиння
- Вонігівське благочиння
- Дубівське благочиння
- Затисянське благочиння
- Ясінянське благочиння
- Сокирницьке благочиння
- Солотвинське благочиння
- Рахівське благочиння
- Хустське благочиння
- Тячівське благочиння
- Міжгірське благочиння
- Березівське благочиння
- Келечинське благочиння

### Шепетівська єпархія
- Шепетівське благочиння
- Славутське благочиння
- Білогірське благочиння
- Ізяславське благочиння
- Полонське благочиння
- Теофіпольське благочиння

### Сайти
- Статут про управління Української Православної Церкви.